# La Terre promise (film, 1973)
Pour les articles homonymes, voir Terre promise.
Pour plus de détails, voir Fiche technique et Distribution.
La Terre promise (La tierra prometida) est un film chilien réalisé par Miguel Littin et sorti en 1973.

## Fiche technique
- Titre : La Terre promise
- Titre original : La tierra prometida
- Réalisation : Miguel Littin
- Scénario : Miguel Littin
- Décors : Carlos Garrido
- Costumes : Fresia Portes et Cristina Rosatti
- Photographie : Affonso Beato
- Montage : Nelson Rodríguez
- Son : Jose de la Vega
- Mixage : Raúl García
- Musique : Luis Advis
- Production : Cinematografica Tercer Mondo
- Pays de production :  Chili
- Durée : 80 minutes
- Dates de sortie : 
  - URSS : juillet 1973 (Festival de Moscou)
  - Danemark - 11 septembre 1974[1]

## Distribution
- Nelson Villagra
- Marcelo Gaete
- Rafael Benavente
- Pedro Manuel Álvarez
- Shenda Román

## Sélections
- Festival international du film de Moscou 1973[2]